# A Change of Administration
A Change of Administration è un cortometraggio muto del 1913 diretto da Hardee Kirkland. Prodotto dalla Selig Polyscope Company e sceneggiato da Gilson Willets, il film aveva come interpreti Charles Clary, Harry Lonsdale, Adrienne Kroell, William Stowell.

## Trama
Promesso a Inez, la figlia dell'ambasciatore, un impiegato del ministero della guerra viene licenziato quando l'amministrazione cambia. La fidanzata non la prende bene e decide di fare qualcosa per fargli ridare il posto. Circuisce il successore comprando da lui dei documenti riservati e pagandolo con delle banconote segnate. L'impiegato viene accusato e il denaro contrassegnato viene trovato in suo possesso. Licenziato, viene sostituito dal suo predecessore che riconquista così il suo posto di lavoro.

## Produzione
Il film fu prodotto dalla Selig Polyscope Company.

## Distribuzione
Distribuito dalla General Film Company, il film - un cortometraggio in due bobine - uscì nelle sale cinematografiche statunitensi il 5 aprile 1913.